# Блеранкур
Блеранку́р (фр. Blérancourt) — коммуна во Франции, находится в регионе Пикардия. Департамент коммуны — Эна. Входит в состав кантона Вик-сюр-Эн. Округ коммуны — Лан.
Код INSEE коммуны — 02093.

## Население
Население коммуны на 2010 год составляло 1262 человека.
| 1962 | 1968 | 1975 | 1982 | 1990 | 1999 | 2010 |
| ---- | ---- | ---- | ---- | ---- | ---- | ---- |
| 953  | 988  | 1115 | 1177 | 1270 | 1193 | 1262 |

## Экономика
В 2010 году среди 760 человек трудоспособного возраста (15—64 лет) 529 были экономически активными, 231 — неактивными (показатель активности — 69,6 %, в 1999 году было 67,5 %). Из 529 активных жителей работали 446 человек (262 мужчины и 184 женщины), безработных было 83 (36 мужчин и 47 женщин). Среди 231 неактивных 55 человек были учениками или студентами, 76 — пенсионерами, 100 были неактивными по другим причинам.